# Szymon Marciniak
Szymon Marciniak (ur. 7 stycznia 1981 w Płocku) – polski sędzia piłkarski.
Od 2011 arbiter międzynarodowy, od 2015 sędzia klasy UEFA Elite i najwyżej oceniany polski arbiter. Regularnie prowadzi mecze Ekstraklasy, Pucharu Polski, Ligi Mistrzów UEFA, Ligi Europy UEFA, zagraniczne spotkania ligowe oraz mecze międzypaństwowe. Rekordzista pod względem liczby meczów sędziowanych w najwyższej klasie rozgrywkowej w Polsce. Sędzia główny podczas Superpucharu Europy UEFA 2018, Mistrzostw Europy 2016, Mistrzostw Europy 2024, Mistrzostw Świata 2018 i Mistrzostw Świata 2022, w tym finału turnieju, a także finału Ligi Mistrzów UEFA 2022/2023 oraz finału Klubowych Mistrzostw Świata 2023. W 2022 i 2023 wybrany najlepszym sędzią na świecie według Międzynarodowej Federacji Historyków i Statystyków Futbolu.

## Wykształcenie i kariera sportowa
Absolwent III Liceum Ogólnokształcącego im. Marii Dąbrowskiej w Płocku. Ukończył studia pedagogiczne na Wyższej Szkole Edukacji Zdrowotnej i Nauk Społecznych w Łodzi.
Uprawianie sportu jako dziecko rozpoczął od kolarstwa. Jako 15-latek porzucił tę dyscyplinę na rzecz piłki nożnej. Jako piłkarz był zawodnikiem uniwersalnym, występował na pozycji obrońcy, jak i pozycjach ofensywnych. Był zawodnikiem młodzieżowej drużyny Wisły Płock, z którą zajął 4. miejsce w mistrzostwach Polski juniorów, występując w składzie m.in. z Bartłomiejem Grzelakiem, Wahanem Geworgianem i Wojciechem Łobodzińskim. Występował też przez krótki okres w Niemczech, jako zawodnik VfB Annaberg-Buchholz w Regionallidze. Przebywał także na testach w Erzgebirge Aue. Następnie występował w niższych klasach rozgrywkowych w Polsce jako zawodnik drużyn Zdrój Ciechocinek i Kujawiak Włocławek, z którym awansował do III ligi. Po latach przyznał, że na boisku był troublemakerem (w nomenklaturze sędziów – trudny zawodnik). To właśnie po słownej potyczce z Adamem Lyczmańskim, sędzią, który pokazał 21-letniemu Marciniakowi grającemu w Kujawiaku Włocławek czerwoną kartkę w meczu IV ligi polskiej, ten zdecydował się rozpocząć karierę sędziowską. Po latach, Lyczmański został sędzią technicznym w zespole Marciniaka.

## Kariera sędziowska

### Polskie rozgrywki
Karierę arbitra rozpoczął w wieku 21 lat, kończąc kurs sędziowski. Początkowo rolę boiskowego rozjemcy starał się łączyć z amatorską grą w piłkę nożną. Dopiero cztery lata później profesjonalnie zajął się sędziowaniem, rozpoczynając od prowadzenia meczów na najniższych szczeblach rozgrywkowych. Jako sędzia krajowy reprezentuje Mazowiecki Związek Piłki Nożnej. Swój pierwszy mecz w Ekstraklasie poprowadził w wieku 28 lat, 18 kwietnia 2009 roku w meczu 24. kolejki GKS Bełchatów – Odra Wodzisław Śląski (3-0), w swoim debiucie pokazując dwie żółte kartki.
Od tamtej pory sędziował ponad 350 spotkań w polskiej najwyższej lidze. W 2016 r. główny arbiter finału Pucharu Polski Lech Poznań – Legia Warszawa, a rok później poprowadził spotkanie o Superpuchar Polski, pomiędzy Legią Warszawa a Arką Gdynia.
Szymon Marciniak w Ekstraklasie pokazał łącznie ponad 1212 żółtych kartek, co daje średnią około 4 kartek na mecz, ponad 79 czerwonych kartek z czego min. 39 w wyniku dwóch żółtych, podyktował ponad 131 rzutów karnych. W rozgrywkach krajowych występuje również jako sędzia VAR.

### Spotkania zagraniczne

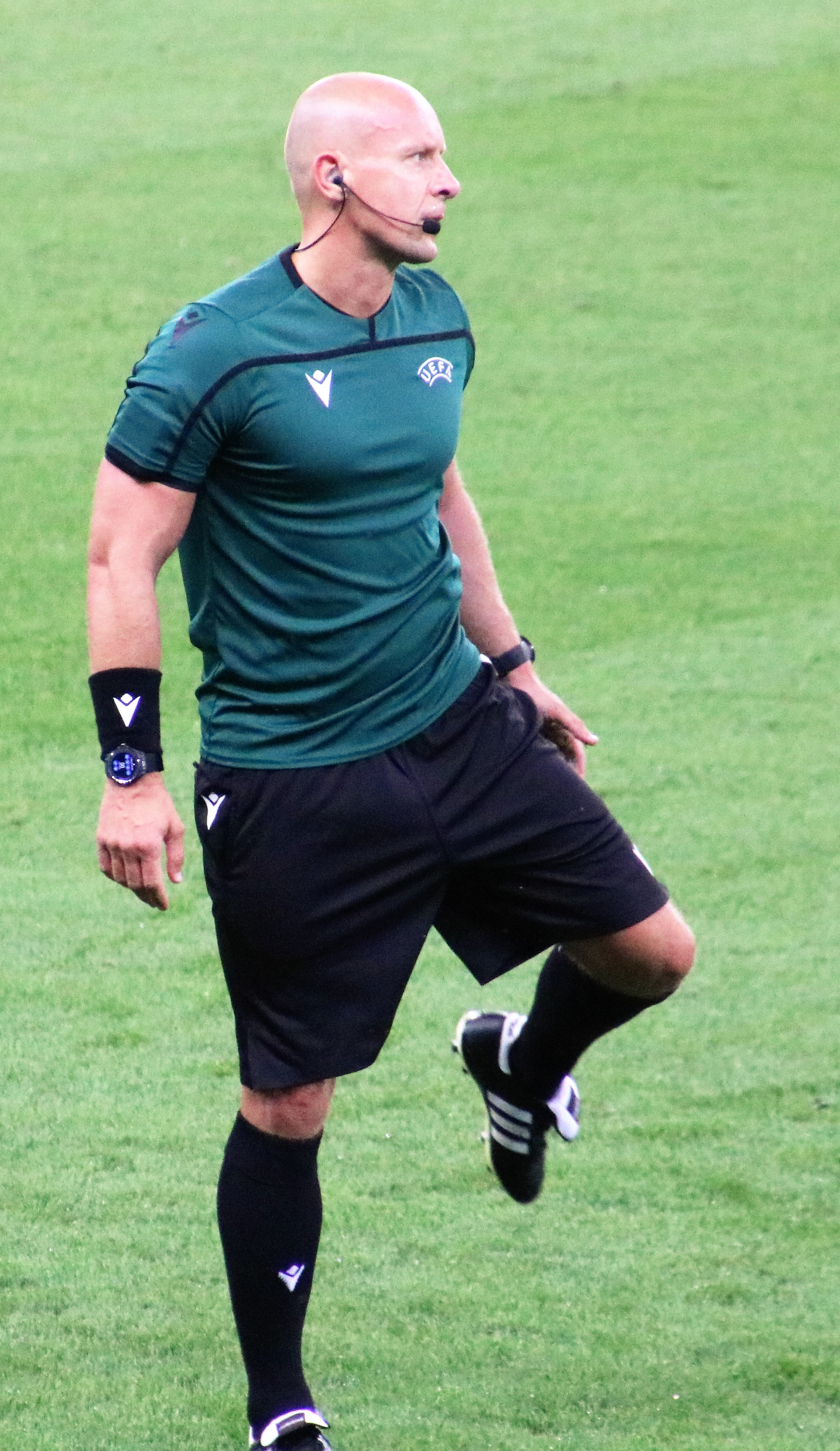
Szymon Marciniak podczas przedmeczowej rozgrzewki (2021)

Jako sędzia międzynarodowy Marciniak zadebiutował w 2011 r., prowadząc mecz rundy elitarnej podczas Mistrzostw Europy U-17 rozgrywany między Francją a Białorusią. W tym samym roku zadebiutował również w Lidze Europy, sędziując mecz kwalifikacji pomiędzy Aalesunds FK, a Ferencvárosi TC.
W kolejnym roku sędziował mecz kwalifikacji Ligi Mistrzów FK Ventspils przeciwko Molde FK. W 2012 r. zadebiutował także w rozgrywkach FIFA, będąc arbitrem meczu eliminacyjnego Mistrzostw Świata 2014 pomiędzy reprezentacją Portugalii i Azerbejdżanu.
Od 20 lipca 2015 roku Marciniak jako pierwszy Polak w historii został sędzią klasy UEFA Elite, w której znajduje się zaledwie 27 najlepszych sędziów z Europy.
W marcu 2015 r. UEFA poinformowała o nominacji dla Szymona Marciniaka na sędziego głównego Mistrzostwa Europy U-21 2015. Podczas turnieju rozgrywanego w Czechach prowadził następujące mecze:
- Czechy U-21 0 – 2 Dania U-21  (grupa A, mecz otwarcia)
- Portugalia U-21 0 – 0 Włochy U-21  (grupa B)
- Portugalia U-21 0 – 0 Szwecja U-21  po rzutach karnych: 3–4 dla reprezentacji Szwecji (finał)

Po Młodzieżowych Mistrzostwach Europy Szymon Marciniak znalazł się na liście sędziów Mistrzostw Europy 2016. Na turnieju finałowym poprowadził trzy spotkania jako główny arbiter:
- Hiszpania 1 – 0 Czechy  (grupa D)
- Islandia 2 – 1 Austria  (grupa F)
- Niemcy 3 – 0 Słowacja  (1/8 finału)

Na dwóch meczach sprawował również funkcję sędziego technicznego.
W lipcu 2016 r. został mianowany sędzią technicznym meczu Superpucharu Europy, który odbył się na stadionie Lerkendal Stadion w Trondheim pomiędzy Realem Madryt a Sevillą.
16 maja 2018 pełnił funkcję sędziego technicznego podczas rozgrywanego w Décines-Charpieu finału Ligi Europy 2017/2018 pomiędzy Atletico Madryt i Olympique Marsylia
Dwa lata później Marciniak został wyznaczony na sędziego głównego podczas Mistrzostw Świata 2018. Na turnieju finałowym oddelegowany został do dwóch meczów w fazie grupowej:
- Argentyna 1 – 1 Islandia  (grupa D)
- Niemcy 2 – 1 Szwecja  (grupa F)

Po mundialu w 2018 UEFA poinformowało, iż Marciniak poprowadzi spotkanie o Superpuchar Europy 2018, rozgrywane pomiędzy Realem Madryt i Atlético Madryt.
Po przejściu infekcji COVID-19 stwierdzono u niego tachykardię, co wykluczyło go (a tym samym jego zespół sędziowski) z udziału w turnieju ME 2020, rozgrywanym w 2021.
15 grudnia 2022 otrzymał nominację na sędziego głównego finału Mistrzostw Świata 2022 w Katarze, pomiędzy Argentyną a Francją. 18 grudnia 2022 jako pierwszy Polak w historii poprowadził mecz finałowy, który zakończył się wynikiem 3:3 po dogrywce i wygraną Argentyny 4:2 w rzutach karnych. Szymon Marciniak podyktował w tym spotkaniu trzy rzuty karne i pokazał 7 żółtych kartek. Mimo skrajnych opinii światowych mediów sportowych jego występ spotkał się z bardzo dobrym odbiorem środowiska sędziowskiego. Szef sędziów FIFA, Pierluigi Collina określił jego decyzje jako „nieprawdopodobnie trafne i dobre”, wskazując również, że „był silniejszy od technologii”, nawiązując do tego, że Polak w żadnej ze swoich kluczowych decyzji nie potrzebował pomocy systemu VAR. Były angielski sędzia piłkarski Howard Webb uznał mecz w wykonaniu Marciniaka za „najlepszy sędziowski występ w historii Mistrzostw Świata”.
22 maja 2023 UEFA poinformowała o wyznaczeniu go na sędziego głównego finału Ligi Mistrzów UEFA 2022/2023 pomiędzy Manchesterem City i Interem Mediolan (10 czerwca 2023, Stadion Olimpijski im. Atatürka) w Stambule.
22 grudnia 2023 był sędzia głównym finału Klubowych Mistrzostw Świata 2023 pomiędzy Manchesterem City a Fluminense. 
W lipcu 2024 został wyznaczony na arbitra technicznego w finale Mistrzostw Europy 2024 pomiędzy Hiszpanią a Anglią. 
W lipcu 2025 roku Marciniak sędziował w półfinale Klubowych Mistrzostw Świata 2025, po raz pierwszy rozgrywanych z udziałem 32 drużyn. 

## Zespół sędziowski

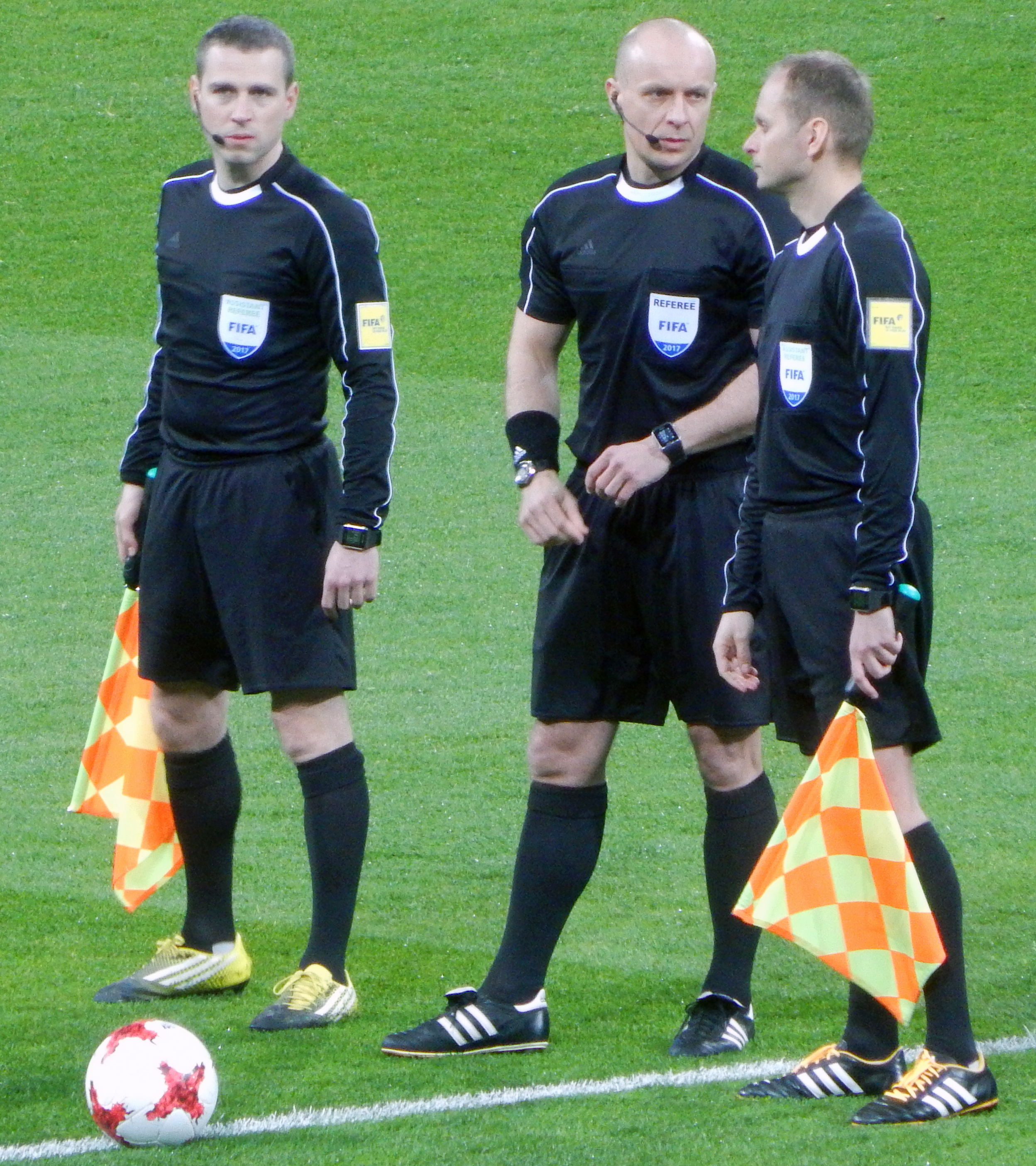
Szymon Marciniak, a także asystenci Tomasz Listkiewicz (z lewej) i Paweł Sokolnicki podczas meczu Rosja-Belgia (2017)

Do stałego zespołu sędziowskiego Szymona Marciniaka, który rozstrzyga w najważniejszych meczach europejskich i międzypaństwowych należą asystenci: Paweł Sokolnicki (AS1), Tomasz Listkiewicz (AS2) oraz Tomasz Kwiatkowski (VAR) – w tym składzie zespół wystąpił podczas finału MŚ 2022, choć zdarza się, że Marciniak sędziuje także z innymi zespołami. Arbitrem technicznym w zespole Marciniaka bywa często Tomasz Musiał.

## Statystyki

### Mecze w Lidze Mistrzów
Stan po sezonie 2023/2024.
| Runda                | Data       | Mecz                                                 |               |           |           |
| -------------------- | ---------- | ---------------------------------------------------- | ------------- | --------- | --------- |
| II runda eliminacji  | 24.07.2012 | FK Ventspils 1 – 1 Molde FK                          | 3 (2 + 1)     | 0         | 0         |
| III runda eliminacji | 30.07.2013 | FC Basel 1 – 0 Maccabi Tel Awiw                      | 8 (3 + 5)     | 0         | 0         |
| III runda eliminacji | 29.07.2014 | Debreceni VSC 1 – 0 BATE Borysów                     | 2 (2 + 0)     | 0         | 1 (1 + 0) |
| Faza grupowa         | 16.09.2014 | Juventus F.C. 2 – 0 Malmö FF                         | 3 (0 + 3)     | 0         | 0         |
| Faza grupowa         | 22.10.2014 | AS Monaco 0 – 0 SL Benfica                           | 6 (3 + 3)     | 1 (0 + 1) | 0         |
| Faza grupowa         | 10.12.2014 | NK Maribor 0 – 1 FC Schalke 04                       | 0             | 0         | 0         |
| IV runda eliminacji  | 25.08.2015 | Szachtar Donieck 2 – 2 Rapid Wiedeń                  | 7 (4 + 3)     | 1 (0 + 1) | 0         |
| Faza grupowa         | 15.09.2015 | Galatasaray SK 0 – 2 Atlético Madryt                 | 3 (2 + 1)     | 0         | 0         |
| Faza grupowa         | 03.11.2015 | Manchester United F.C. 1 – 0 CSKA Moskwa             | 2 (0 + 2)     | 0         | 0         |
| Faza grupowa         | 08.12.2015 | Sevilla FC 1 – 0 Juventus F.C.                       | 2 (0 + 2)     | 0         | 0         |
| 1/8 Finału           | 08.03.2016 | Real Madryt 2 – 0 AS Roma                            | 2 (1 + 1)     | 0         | 0         |
| 1/4 Finału           | 05.04.2016 | Bayern Monachium 1 – 0 SL Benfica                    | 4 (2 + 2)     | 0         | 0         |
| IV runda eliminacji  | 23.08.2016 | AS Roma 0 – 3 FC Porto                               | 5 (1 + 4)     | 2 (2 + 0) | 0         |
| Faza grupowa         | 28.09.2016 | Atlético Madryt 1 – 0 Bayern Monachium               | 5 (1 + 4)     | 0         | 1 (1 + 0) |
| Faza grupowa         | 18.10.2016 | Olympique Lyon 0 – 1 Juventus F.C.                   | 8 (5 + 3)     | 1 (0 + 1) | 1 (1 + 0) |
| Faza grupowa         | 07.12.2016 | Real Madryt 2 – 2 Borussia Dortmund                  | 3 (2 + 1)     | 0         | 0         |
| 1/8 Finału           | 14.02.2017 | Paris Saint-Germain F.C. 4 – 0 FC Barcelona          | 4 (1 + 3)     | 0         | 0         |
| 1/4 Finału           | 11.04.2017 | Juventus F.C. 3 – 0 FC Barcelona                     | 7 (4 + 3)     | 0         | 0         |
| IV runda eliminacji  | 16.08.2017 | SSC Napoli 2 – 0 OGC Nice                            | 3 (1 + 2)     | 2 (0 + 2) | 1 (1 + 0) |
| Faza grupowa         | 13.09.2017 | Feyenoord 0 – 4 Manchester City F.C.                 | 5 (4 + 1)     | 0         | 0         |
| Faza grupowa         | 17.10.2017 | Real Madryt 1 – 1 Tottenham Hotspur F.C.             | 2 (1 + 1)     | 0         | 1 (1 + 0) |
| Faza grupowa         | 06.12.2017 | Liverpool F.C. 7 – 0 Spartak Moskwa                  | 3 (1 + 2)     | 0         | 0         |
| 1/8 Finału           | 07.03.2018 | Tottenham Hotspur F.C. 1 – 2 Juventus F.C.           | 7 (3 + 4)     | 0         | 0         |
| IV runda eliminacji  | 28.08.2018 | AEK Ateny 1 – 1 Fehérvár FC                          | 8 (4 + 4)     | 2 (0 + 2) | 1 (0 + 1) |
| Faza grupowa         | 18.09.2018 | FK Crvena zvezda 0 – 0 SSC Napoli                    | 6 (2 + 4)     | 0         | 0         |
| Faza grupowa         | 06.11.2018 | Inter Mediolan 1 – 1 FC Barcelona                    | 3 (1 + 2)     | 0         | 0         |
| Faza grupowa         | 28.11.2018 | Paris Saint-Germain F.C. 2 – 1 Liverpool F.C.        | 8 (3 + 5)     | 0         | 1 (1 + 0) |
| 1/8 Finału           | 13.03.2019 | FC Barcelona 5 – 1 Olympique Lyon                    | 3 (1 + 2)     | 0         | 1 (1 + 0) |
| IV runda eliminacji  | 20.08.2019 | LASK Linz 0 – 1 Club Brugge                          | 5 (1 + 4)     | 0         | 1 (1 + 0) |
| Faza grupowa         | 01.10.2019 | Galatasaray SK 0 – 1 Paris Saint-Germain F.C.        | 4 (1 + 3)     | 0         | 0         |
| Faza grupowa         | 05.11.2019 | SSC Napoli 1 – 1 Red Bull Salzburg                   | 3 (3 + 0)     | 0         | 1 (1 + 0) |
| Faza grupowa         | 27.11.2019 | Slavia Praga 1 – 3 Inter Mediolan                    | 3 (2 + 1)     | 0         | 1 (1 + 0) |
| 1/8 Finału           | 18.02.2020 | Atlético Madryt 1 – 0 Liverpool F.C.                 | 3 (2 + 1)     | 0         | 0         |
| 1/4 Finału           | 13.08.2020 | RB Lipsk 2 – 1 Atlético Madryt                       | 5 (0 + 5)     | 0         | 1 (0 + 1) |
| IV runda eliminacji  | 29.09.2020 | Dynamo Kijów 3 – 0 KAA Gent                          | 3 (2 + 1)     | 0         | 2 (1 + 1) |
| Faza grupowa         | 04.11.2020 | RB Lipsk 2 – 1 Paris Saint-Germain F.C.              | 5 (4 + 1)     | 2 (0 + 2) | 2 (1 + 1) |
| III runda eliminacji | 03.08.2021 | Malmö FF 2 – 1 Rangers F.C.                          | 6 (3 + 3)     | 0         | 0         |
| IV runda eliminacji  | 17.08.2021 | Red Bull Salzburg 2 – 1 Brøndby IF                   | 2 (0 + 2)     | 0         | 0         |
| Faza grupowa         | 15.09.2021 | Liverpool F.C. 3 – 2 A.C. Milan                      | 3 (1 + 2)     | 0         | 1 (1 + 0) |
| Faza grupowa         | 20.10.2021 | Manchester United F.C. 3 – 2 Atalanta BC             | 7 (0 + 7)     | 0         | 0         |
| Faza grupowa         | 02.11.2021 | Bayern Monachium 5 – 2 SL Benfica                    | 3 (1 + 2)     | 0         | 1 (1 + 0) |
| Faza grupowa         | 24.11.2021 | Sheriff Tyraspol 0 – 3 Real Madryt                   | 2 (2 + 0)     | 0         | 0         |
| 1/8 Finału           | 16.02.2022 | Inter Mediolan 0 – 2 Liverpool F.C                   | 0             | 0         | 0         |
| 1/8 Finału           | 16.03.2022 | Juventus F.C. 0 – 3 Villareal CF                     | 1 (0 + 1)     | 0         | 2 (0 + 2) |
| 1/4 Finału           | 12.04.2022 | Real Madryt 2 – 3 (pd.) Chelsea F.C.                 | 8 (2 + 2 + 4) | 0         | 0         |
| 1/2 Finału           | 27.04.2022 | Liverpool F.C 2 – 0 Villareal CF                     | 3 (1 + 2)     | 0         | 0         |
| IV runda eliminacji  | 24.08.2022 | PSV Eindhoven 0 – 1 Rangers F.C.                     | 8 (1 + 7)     | 0         | 0         |
| Faza grupowa         | 07.09.2022 | Atlético Madryt 2 – 1 FC Porto                       | 5 (0 + 5)     | 1 (0 + 1) | 1 (0 + 1) |
| Faza grupowa         | 12.10.2022 | FC Barcelona 3 – 3 Inter Mediolan                    | 4 (0 + 4)     | 0         | 0         |
| Faza grupowa         | 25.10.2022 | Dinamo Zagrzeb 0 – 4 A.C. Milan                      | 3 (1 + 2)     | 0         | 1 (0 + 1) |
| Faza grupowa         | 01.11.2022 | Olympique Marsylia 1 – 2 Tottenham Hotspur F.C.      | 3 (0 + 3)     | 0         | 0         |
| 1/8 Finału           | 14.03.2023 | FC Porto 0 – 0 Inter Mediolan                        | 4 (1 + 3)     | 1 (0 + 1) | 0         |
| 1/4 Finału           | 18.04.2023 | SSC Napoli 1 – 1 A.C. Milan                          | 4 (3 + 1)     | 0         | 2 (1 + 1) |
| 1/2 Finału           | 17.05.2023 | Manchester City F.C. 4 – 0 Real Madryt               | 5 (0 + 5)     | 0         | 0         |
| Finał                | 10.06.2023 | Manchester City F.C. 1 – 0 Inter Mediolan            | 5 (0 + 5)     | 0         | 0         |
| IV runda eliminacji  | 29.08.2023 | Galatasaray SK 2 – 1 Molde FK                        | 5 (2 + 3)     | 0         | 1 (1 + 0) |
| Faza grupowa         | 04.10.2023 | Borussia Dortmund 0 – 0 A.C. Milan                   | 5 (3 + 2)     | 0         | 0         |
| Faza grupowa         | 07.11.2023 | S.S. Lazio 1 – 0 Feyenoord                           | 5 (1 + 4)     | 0         | 0         |
| Faza grupowa         | 28.11.2023 | Paris Saint-Germain F.C. 1 – 1 Newcastle United F.C. | 9 (2 + 7)     | 0         | 1 (0 + 1) |
| 1/8 Finału           | 13.03.2024 | Atlético Madryt 2 – 1 (k. 5:3) Inter Mediolan        | 5 (1 + 1 + 3) | 0         | 0         |
| 1/2 Finału           | 08.05.2024 | Real Madryt 2 – 1 Bayern Monachium                   | 1 (0 + 1)     | 0         | 0         |
| Razem                | –          | 61                                                   | 259           | 13        | 26        |

### Mecze w Lidze Europy
| Runda                | Data       | Mecz                                         |           |           |           |
| -------------------- | ---------- | -------------------------------------------- | --------- | --------- | --------- |
| II runda eliminacji  | 21.07.2011 | Aalesunds FK 3 – 1 Ferencvárosi TC           | 7 (2 + 5) | 0         | 1 (1 + 0) |
| III runda eliminacji | 28.07.2011 | AZ Alkmaar 2 – 0 FK Baumit Jablonec          | 2 (1 + 1) | 0         | 0         |
| III runda eliminacji | 09.08.2012 | KAA Gent 0 – 3 Videoton FC                   | 7 (4 + 3) | 2 (2 + 0) | 0         |
| Faza Grupowa         | 04.10.2012 | S.S. Lazio 1 – 0 NK Maribor                  | 2 (1 + 1) | 1 (0 + 1) | 1 (1 + 0) |
| Faza Grupowa         | 25.10.2012 | KRC Genk 2 – 1 Sporting CP                   | 6 (2 + 4) | 1 (0 + 1) | 0         |
| IV runda eliminacji  | 22.08.2013 | Qarabağ Ağdam 0 – 2 Eintracht Frankfurt      | 4 (1 + 3) | 0         | 0         |
| Faza Grupowa         | 03.10.2013 | Dnipro Dniepropetrowsk 1 – 2 ACF Fiorentina  | 4 (0 + 4) | 1 (0 + 1) | 2 (1 + 1) |
| Faza Grupowa         | 07.11.2013 | Sevilla FC 1 – 1 Slovan Liberec              | 7 (3 + 4) | 0         | 0         |
| Faza Grupowa         | 12.12.2013 | NK Maribor 2 – 1 Wigan Athletic F.C.         | 9 (5 + 4) | 2 (1 + 1) | 2 (1 + 1) |
| 1/16 Finału          | 27.02.2014 | SL Benfica 3 – 0 PAOK FC                     | 2 (1 + 1) | 1 (0 + 1) | 1 (1 + 0) |
| 1/8 Finału           | 20.03.2014 | Viktoria Pilzno 2 – 1 Olympique Lyon         | 4 (2 + 2) | 0         | 1 (1 + 0) |
| IV runda eliminacji  | 28.08.2014 | FK Krasnodar 3 – 0 Real Sociedad             | 6 (0 + 6) | 2 (1 + 1) | 1 (1 + 0) |
| Faza Grupowa         | 27.11.2014 | Villarreal CF 2 – 2 Borussia Mönchengladbach | 4 (2 + 2) | 0         | 0         |
| 1/16 Finału          | 19.02.2015 | Liverpool F.C. 1 – 0 Beşiktaş JK             | 5 (1 + 4) | 0         | 1 (1 + 0) |
| 1/8 Finału           | 12.03.2015 | VfL Wolfsburg 3 – 1 Inter Mediolan           | 5 (1 + 4) | 0         | 0         |
| 1/4 Finału           | 16.04.2015 | Dynamo Kijów 1 – 1 ACF Fiorentina            | 8 (4 + 4) | 0         | 0         |
| 1/2 Finału           | 28.04.2016 | Szachtar Donieck 2 – 2 Sevilla FC            | 5 (2 + 3) | 0         | 1 (0 + 1) |
| 1/2 Finału           | 11.05.2017 | Olympique Lyon 3 – 1 AFC Ajax                | 9 (5 + 4) | 1 (0 + 1) | 1 (1 + 0) |
| Razem                | –          | 18                                           | 96        | 11        | 12        |

### Mecze międzypaństwowe
|       | Data       | Mecz                                         | Rodzaj                                                                  | Rodzaj                                                                  |            |         |         |
| ----- | ---------- | -------------------------------------------- | ----------------------------------------------------------------------- | ----------------------------------------------------------------------- | ---------- | ------- | ------- |
|       | 25.03.2011 | Norwegia U17 5 – 1 Białoruś U17              | Runda Elitarna kwalifikacji do Mistrzostw Europy u-17. Serbia 2011      | Runda Elitarna kwalifikacji do Mistrzostw Europy u-17. Serbia 2011      | 3 (2+1)    | 0       | 0       |
|       | 30.03.2011 | Francja U17 9 – 0 Białoruś U17               | Runda Elitarna kwalifikacji do Mistrzostw Europy u-17. Serbia 2011      | Runda Elitarna kwalifikacji do Mistrzostw Europy u-17. Serbia 2011      | 6 (3+3)    | 1 (0+1) | 1 (1+0) |
|       | 02.09.2011 | Łotwa U21 0 – 3 Francja U21                  | Kwalifikacje do Mistrzostw Europy u-21 Izrael 2013                      | Kwalifikacje do Mistrzostw Europy u-21 Izrael 2013                      | 0          | 0       | 0       |
|       | 08.10.2011 | Turcja U21 2 – 1 Węgry U21                   | Kwalifikacje do Mistrzostw Europy u-21 Izrael 2013                      | Kwalifikacje do Mistrzostw Europy u-21 Izrael 2013                      | 7 (2+5)    | 1 (0+1) | 0       |
|       | 12.10.2011 | Włochy U17 1 – 4 Dania U17                   | Pierwsza runda kwalifikacji do Mistrzostw Europy u-17. Słowenia 2012    | Pierwsza runda kwalifikacji do Mistrzostw Europy u-17. Słowenia 2012    | 2 (1+1)    | 0       | 1 (0+1) |
|       | 14.10.2011 | Dania U17 2 – 1 Austria U17                  | Pierwsza runda kwalifikacji do Mistrzostw Europy u-17. Słowenia 2012    | Pierwsza runda kwalifikacji do Mistrzostw Europy u-17. Słowenia 2012    | 2 (2+0)    | 0       | 0       |
|       | 29.02.2012 | Izrael 2 – 3 Ukraina                         | Towarzyski mecz Reprezentacji Narodowych                                | Towarzyski mecz Reprezentacji Narodowych                                | 4 (2+2)    | 0       | 2 (1+1) |
|       | 11.09.2012 | Portugalia 3 – 0 Azerbejdżan                 | Kwalifikacje do Mistrzostw Świata w strefie Europejskiej. Brazylia 2014 | Kwalifikacje do Mistrzostw Świata w strefie Europejskiej. Brazylia 2014 | 2 (1+1)    | 0       | 0       |
|       | 16.10.2012 | Dania U21 1 – 3 Hiszpania U21                | Runda Play-Off do Mistrzostw Europy u-21 Izrael 2013                    | Runda Play-Off do Mistrzostw Europy u-21 Izrael 2013                    | 5 (2+3)    | 0       | 0       |
|       | 14.08.2013 | Japonia 2 – 4 Urugwaj                        | Towarzyski mecz Reprezentacji Narodowych                                | Towarzyski mecz Reprezentacji Narodowych                                | 1 (0+1)    | 0       | 0       |
|       | 10.09.2013 | Walia 0 – 3 Serbia                           | Kwalifikacje do Mistrzostw Świata w strefie Europejskiej. Brazylia 2014 | Kwalifikacje do Mistrzostw Świata w strefie Europejskiej. Brazylia 2014 | 2 (1+1)    | 0       | 0       |
|       | 22.05.2014 | Węgry 2 – 2 Dania                            | Towarzyski mecz Reprezentacji Narodowych                                | Towarzyski mecz Reprezentacji Narodowych                                | 2 (1+1)    | 0       | 0       |
|       | 08.09.2014 | Estonia 1 – 0 Słowenia                       | Eliminacje do Mistrzostw Europy Francja 2016. Grupa E                   | Eliminacje do Mistrzostw Europy Francja 2016. Grupa E                   | 3 (1+2)    | 1 (0+1) | 0       |
|       | 11.10.2014 | Francja 2 – 1 Portugalia                     | Towarzyski mecz Reprezentacji Narodowych                                | Towarzyski mecz Reprezentacji Narodowych                                | 2 (2+0)    | 0       | 1 (0+1) |
|       | 12.11.2014 | Holandia 2 – 3 Meksyk                        | Towarzyski mecz Reprezentacji Narodowych                                | Towarzyski mecz Reprezentacji Narodowych                                | 4 (1+3)    | 0       | 0       |
|       | 14.11.2014 | Stany Zjednoczone 1 – 2 Kolumbia             | Towarzyski mecz Reprezentacji Narodowych                                | Towarzyski mecz Reprezentacji Narodowych                                | 5 (1+4)    | 0       | 1 (1+0) |
|       | 29.03.2015 | Północna Irlandia 2 – 1 Finlandia            | Eliminacje do Mistrzostw Europy Francja 2016. Grupa F                   | Eliminacje do Mistrzostw Europy Francja 2016. Grupa F                   | 4 (2+2)    | 0       | 0       |
|       | 17.06.2015 | Czechy U21 1 – 2 Dania U21                   | Mistrzostwa Europy do lat 21. Czechy 2015. Faza grupowa. Mecz otwarcia  | Mistrzostwa Europy do lat 21. Czechy 2015. Faza grupowa. Mecz otwarcia  | 2 (0+2)    | 0       | 0       |
|       | 21.06.2015 | Włochy U21 0 – 0 Portugalia U21              | Mistrzostwa Europy do lat 21. Czechy 2015. Faza grupowa.                | Mistrzostwa Europy do lat 21. Czechy 2015. Faza grupowa.                | 4 (3+1)    | 0       | 0       |
|       | 30.06.2015 | Szwecja U21 0 – 0 (4:3 karne) Portugalia U21 | Mistrzostwa Europy do lat 21. Czechy 2015. FINAŁ.                       | Mistrzostwa Europy do lat 21. Czechy 2015. FINAŁ.                       | 2 (2+0)    | 0       | 0       |
|       | 03.09.2015 | Cypr 0 – 1 Walia                             | Eliminacje do Mistrzostw Europy Francja 2016. Grupa B                   | Eliminacje do Mistrzostw Europy Francja 2016. Grupa B                   | 0          | 0       | 0       |
|       | 11.10.2015 | Armenia 0 – 3 Albania                        | Eliminacje do Mistrzostw Europy Francja 2016. Grupa I                   | Eliminacje do Mistrzostw Europy Francja 2016. Grupa I                   | 6 (3+3)    | 0       | 0       |
|       | 13.11.2015 | Belgia 3 – 1 Włochy                          | Towarzyski mecz Reprezentacji Narodowych                                | Towarzyski mecz Reprezentacji Narodowych                                | 5 (2+3)    | 0       | 0       |
|       | 13.06.2016 | Hiszpania 1 – 0 Czechy                       | Mistrzostwa Europy Francja 2016. Faza grupowa. Grupa D. Kolejka 1.      | Mistrzostwa Europy Francja 2016. Faza grupowa. Grupa D. Kolejka 1.      | 1 (0+1)    | 0       | 0       |
|       | 22.06.2016 | Islandia 2 – 1 Austria                       | Mistrzostwa Europy Francja 2016. Faza grupowa. Grupa F. Kolejka 3.      | Mistrzostwa Europy Francja 2016. Faza grupowa. Grupa F. Kolejka 3.      | 5 (4+1)    | 0       | 1 (0+1) |
|       | 26.06.2016 | Niemcy 3 – 0 Słowacja                        | Mistrzostwa Europy Francja 2016. Faza pucharowa. 1/8 Finału             | Mistrzostwa Europy Francja 2016. Faza pucharowa. 1/8 Finału             | 4 (2+2)    | 0       | 1 (1+0) |
|       | 16.06.2018 | Argentyna 1 – 1 Islandia                     | Mistrzostwa Świata Rosja 2018. Faza grupowa. Grupa D. Kolejka 1.        | Mistrzostwa Świata Rosja 2018. Faza grupowa. Grupa D. Kolejka 1.        | 0          | 0       | 1 (0+1) |
|       | 23.06.2018 | Niemcy 2 – 1 Szwecja                         | Mistrzostwa Świata Rosja 2018. Faza grupowa. Grupa F. Kolejka 2.        | Mistrzostwa Świata Rosja 2018. Faza grupowa. Grupa F. Kolejka 2.        | 4 (0+4)    | 0       | 0       |
| Razem | –          | 28 meczów                                    | Mistrzostwa Świata                                                      | 2                                                                       | 87 (40+47) | 3 (0+3) | 9 (4+5) |
| Razem | –          | 28 meczów                                    | Eliminacje Mistrzostw Świata                                            | 2                                                                       | 87 (40+47) | 3 (0+3) | 9 (4+5) |
| Razem | –          | 28 meczów                                    | Mistrzostwa Europy                                                      | 3                                                                       | 87 (40+47) | 3 (0+3) | 9 (4+5) |
| Razem | –          | 28 meczów                                    | Eliminacje Mistrzostw Europy                                            | 4                                                                       | 87 (40+47) | 3 (0+3) | 9 (4+5) |
| Razem | –          | 28 meczów                                    | Mistrzostwa Europy U21                                                  | 3                                                                       | 87 (40+47) | 3 (0+3) | 9 (4+5) |
| Razem | –          | 28 meczów                                    | Eliminacje Mistrzostw Europy U21                                        | 3                                                                       | 87 (40+47) | 3 (0+3) | 9 (4+5) |
| Razem | –          | 28 meczów                                    | Eliminacje Mistrzostw Europy U17                                        | 4                                                                       | 87 (40+47) | 3 (0+3) | 9 (4+5) |
| Razem | –          | 28 meczów                                    | Towarzyskie                                                             | 7                                                                       | 87 (40+47) | 3 (0+3) | 9 (4+5) |

### Mecze Mistrzostw Europy 2016
| Mecz               | Data       | Miejsce                    | Runda        | Wynik | Żółta kartka | Czerwona kartka |
| ------------------ | ---------- | -------------------------- | ------------ | ----- | ------------ | --------------- |
| Hiszpania – Czechy | 13.06.2016 | Stadium Municipal, Tuluza  | Faza grupowa | 1:0   | 1            | 0               |
| Islandia – Austria | 22.06.2016 | Stade de France, Paryż     | Faza grupowa | 2:1   | 5            | 0               |
| Niemcy – Słowacja  | 26.06.2016 | Stade Pierre-Mauroy, Lille | 1/8 finału   | 3:0   | 4            | 0               |

### Mecze Mistrzostw Świata 2018
| Mecz                 | Data       | Miejsce                           | Runda        | Wynik | Żółta kartka | Czerwona kartka |
| -------------------- | ---------- | --------------------------------- | ------------ | ----- | ------------ | --------------- |
| Argentyna – Islandia | 16.06.2018 | Otkrytije Ariena, Moskwa          | Faza grupowa | 1:1   | 0            | 0               |
| Niemcy – Szwecja     | 23.06.2018 | Stadion Olimpijski w Soczi, Soczi | Faza grupowa | 2:1   | 4            | 1               |

### Mecze Mistrzostw Świata 2022
| Mecz                  | Data       | Miejsce                          | Runda        | Wynik     | Żółta kartka | Czerwona kartka |
| --------------------- | ---------- | -------------------------------- | ------------ | --------- | ------------ | --------------- |
| Francja – Dania       | 26.11.2022 | Stadium 974, Doha                | Faza grupowa | 2:1       | 3            | 0               |
| Argentyna – Australia | 3.12.2022  | Ahmed bin Ali Stadium, Al-Rajjan | 1/8 finału   | 2:1       | 2            | 0               |
| Argentyna – Francja   | 18.12.2022 | Lusail Stadium, Lusajl           | Finał        | 3:3 (4:2) | 7            | 0               |

### Mecze Mistrzostw Europy 2024
| Mecz                | Data       | Miejsce                    | Runda        | Wynik | Żółta kartka | Czerwona kartka |
| ------------------- | ---------- | -------------------------- | ------------ | ----- | ------------ | --------------- |
| Belgia – Rumunia    | 22.06.2024 | Cologne Stadium, Kolonia   | Faza grupowa | 2:0   | 3            | 0               |
| Szwajcaria – Włochy | 29.06.2024 | Stadion Olimpijski, Berlin | 1/8 finału   | 2:0   | 3            | 0               |

## Rekordy
- Sędzia z największą liczbą meczów w Ekstraklasie[47]

## Odznaczenia
- Odznaka Honorowa „Zasłużony dla Mazowsza”: 2023[48]
- Złota Odznaka „Za Zasługi dla Sportu” 2023[49]

## Nagrody i wyróżnienia
- Sędzia Roku wg IFFHS: 2022[50][51], 2023[52][53]
- Superosiągnięcie Roku w plebiscycie „Przeglądu Sportowego”: 2022[54][c]
- Osobowość Roku w plebiscycie „Piłki Nożnej”: 2022[55]
- Medal „Laude Probus”: 2023[56]
- „Zasłużony dla Płocka”: 2023[57]

## Upamiętnienie
Koszulka sędziowska z emblematem międzynarodowej federacji piłkarskiej, w której Szymon Marciniak sędziował finał turnieju, trafiła do Muzeum FIFA w Zurychu. W 2023 został upamiętniony tablicą w Alei Gwiazd Piłki Nożnej na Stadionie Narodowym w Warszawie. W tym samym roku podczas XXI Festiwalu Gwiazd Sportu odsłonił poświęconą mu tablicę pamiątkową z repliką złotego medalu MŚ 2022, w Alei Gwiazd Sportu w Dziwnowie.  

## Media
Jest bohaterem seriali dokumentalnych Canal+ Sport, pt. „Sędziowie” oraz „Piłkarze na podsłuchu”, a także innych formatów telewizyjnych i internetowych przybliżających pracę arbitrów piłkarskich. W 2022 był gościem programu Kuby Wojewódzkiego. Jest ambasadorem firmy Auto-Forum Płock, polskiego dealera marki Mercedes-Benz. W 2023 gościł w czwartym odcinku 8. edycji programu Polsatu Hell’s Kitchen. Został twarzą kampanii reklamowych firm Remington (reklama golarek) oraz Aluprof, a także marek odzieżowych Lancerto i Zina, w której butach wystąpił na Euro 2024.
29 maja 2023 Marciniak wziął udział jako prelegent na konferencji biznesowej „Everest” organizowanej przez Sławomira Mentzena, na której mówił o motywacji i spełnianiu marzeń. Po komunikacie prasowym opublikowanym przez stowarzyszenie „Nigdy Więcej”, które skrytykowało udział Marciniaka w imprezie organizowanej przez lidera partii Konfederacja, pojawiły się spekulacje, że arbiter może być odsunięty przez UEFA od sędziowania meczu finałowego Ligi Mistrzów, który odbywał się 10 czerwca 2023 w Stambule. Ostatecznie UEFA oraz Szymon Marciniak wydali oświadczenia, w których odcięli się od poglądów prezentowanych przez organizatora, a polski sędzia pozostał arbitrem meczu finałowego. 
W październiku 2023 sędziował podczas turnieju Move Federation 2.

## Życie prywatne
Z żoną Magdaleną ma syna Bartosza (ur. 2002) oraz córkę Natalię (ur. 2012). Jego brat, Tomasz Marciniak (ur. 1984), także jest sędzią piłkarskim – rozstrzyga na szczeblu I ligi polskiej.
Trenuje boks tajski, a także gra w badmintona. Jest mieszkańcem gminy Słupno, w 2020 został jej ambasadorem.